# Temple de Mendut

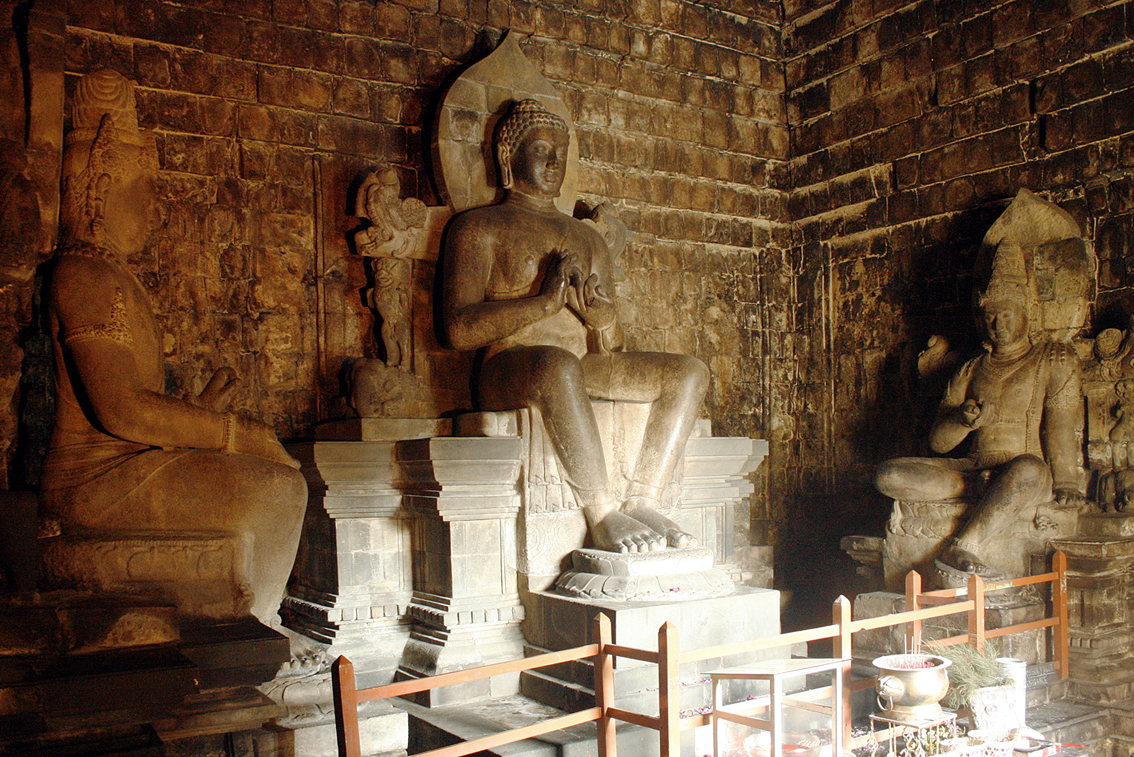
Estàtues a la cambra principal del temple

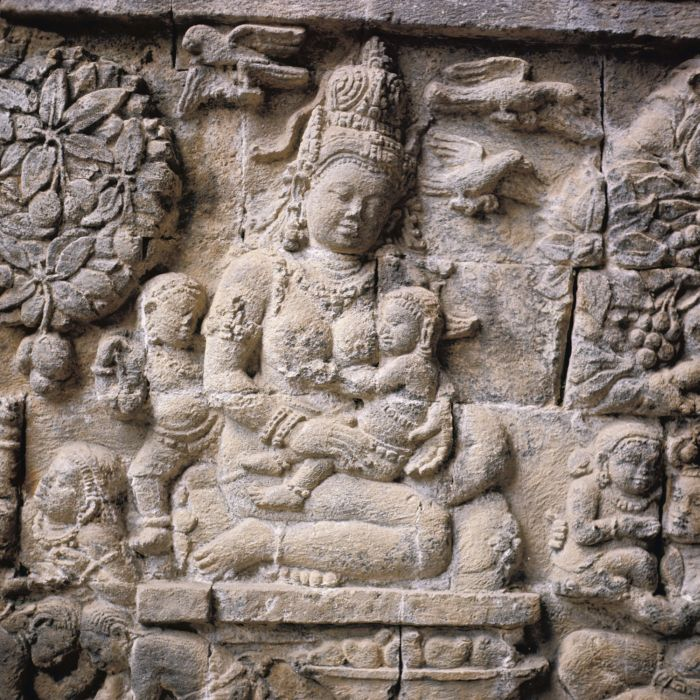
Baix relleu d'Hariti a Mendut

El Temple de Mendut (en indonesi: Candi Mendut) és un temple budista mahāyāna que es troba al llogaret de Mendut, a l'illa de Java (Indonèsia), en el kabupaten de Magelang, a Java Central. De començaments del segle ix, forma part del Conjunt de Borobudur, inscrit des del 1991 en la llista del Patrimoni de la Humanitat de la UNESCO, amb els temples propers de Borobudur i Pawon.
Tots tres temples s'alineen en direcció est-oest en una línia recta d'uns tres quilòmetres. El de Mendut es troba en l'extrem oriental d'aquesta línia, Borobudur en l'extrem occidental i Pawon si fa no fa al mig. Els temples estan relacionats entre si en termes religiosos, però es desconeix quin és el procés ritual.

## Història
El Temple de Mendut és el més antic dels tres. La inscripció de Karangtengah, del 824, relata que el rei Indra (o Dharanindra) de la Dinastia Sailendra va construir un edifici sagrat anomenat Venuvana, que significa 'bosc de bambú'. Per a l'arqueòleg holandés J. G. de Casparis, aquest temple esmentat en la inscripció és el de Mendut.
Quan el temple fou descobert el 1836, estava en ruïnes i colgat de vegetació. Les obres de restauració començaren al 1897 i es perllongaren fins al 1925. Alguns dels arqueòlegs que l'han estudiat són J. G. de Casparis, Theodoor van Erp i Arisatya Yogaswara.

## Arquitectura
La planta del temple és quadrada, amb 13,7 m de costat. La base és a 3,7 m sobre el sòl. L'edifici té 26,4 m d'alçada i està orientat cap al nord-oest. Les escales de la part nord-oest estan decorades amb estàtues de makaras i amb baixos relleus amb escenes del conte Jataka que narra ensenyaments budistes amb animals.
La terrassa quadrada que rodeja el cos del text es dedicava a la Pradakshina, un ritual de circumval·lació fet pels pelegrins, movent-se en el sentit de les agulles del rellotge amb el santuari a la dreta.
Les parets exteriors estan decorades amb baixos relleus de bodisattvas com ara Avalokitesvara, Maitreya, Cunda, Ksitigarbha, Samantabhadra, Mahakarunika Avalokiteshvara, Vajrapani, Manjusri, Akashagarbha, Prajnaparamita, etc.
El temple tenia dues cambres, una de petita al davant, i la sala principal al centre. El sostre i algunes parts de la primera ja no hi són. La part més alta del sostre també s'ha perdut. Se suposa que tindria un stupa com a pinacle de la grandària i estil de la del temple de Sojiwan, en el kabupaten de Klaten. La paret interior de la cambra frontal està decorada amb baixos relleus de Hariti envoltada de xiquets i xiquetes, Atavaka, Kalpataru i grups de déus volant pel cel.
La cambra principal té tres grans escultures de pedra. Al bell mig s'alça l'estàtua de tres metres d'alçada del Buda Dhyani Vairocana, que allibera els devots del karma del cos. A l'esquerra hi ha l'estàtua del bodisatva Avalokitesvara, que allibera del karma de la parla. A la dreta, hi ha la del bodisatva Vajrapani, que allibera del karma del pensament.

## Rituals
A hores d'ara, durant la lluna plena de maig o juny, els budistes d'Indonèsia celebren el Vesak, i caminen des de Mendut fins a Borobudur, passant per Pawon. Els ritus de Mendut són una oració col·lectiva i una Pradakshina (volta al temple).
Els javanesos en conjunt, i en especial els seguidors del misticisme javanés tradicional Kelhawen, creuen que resar al Temple de Mendut pot satisfer certs desigs, com ara guarir malalties. El baix relleu d'Hariti, per exemple, és un lloc freqüentat per parelles sense fills per a resar per un fill, perquè en les creences tradicionals javaneses, Hariti és un símbol de fertilitat, patrona de la maternitat i la protectora dels infants.